# Ctenitis dingnanensis
Ctenitis dingnanensis är en träjonväxtart som beskrevs av Ren-Chang Ching. Ctenitis dingnanensis ingår i släktet Ctenitis och familjen Dryopteridaceae. Inga underarter finns listade.